# 石瀬 (新潟市)
石瀬（いしぜ）は、新潟県新潟市西蒲区の大字。郵便番号は953-0141。

## 概要
1889年（明治22年）から現在の大字。多宝山の東麓、矢川左岸に位置する。もとは鎌倉時代から1889年（明治22年）まであった石瀬村の区域の一部。

### 隣接する町字
北から東回り順に、以下の町字と隣接する。
- 岩室温泉
- 橋本
- 久保田
- 猿ケ瀬
- 弥彦村上泉
- 弥彦村弥彦
- 間瀬

## 歴史
開発年代は不明。1268年（文永5年）の記録に村名が残る。1616年（元和2年）に長岡藩領、1634年（寛永11年）に与板藩領、1702年（元禄15年）に幕府領となるが、1815年（文化12年）に再び与板藩領となる。

### 年表
- 1889年（明治22年）4月1日 : 合併により石瀬村の大字となる。
- 1901年（明治34年）11月1日 : 合併により岩室村の大字となる。
- 2005年（平成17年）3月21日 : 合併により新潟市の大字となる。
- 2007年（平成19年）4月1日 : 新潟市の政令指定都市移行により、西蒲区の大字となる。

## 世帯数と人口
2018年（平成30年）1月31日現在の世帯数と人口は以下の通りである。
| 大字 | 世帯数  | 人口  |
| ---- | ------- | ----- |
| 石瀬 | 170世帯 | 456人 |

## 小・中学校の学区
市立小・中学校に通う場合、学区は以下の通りとなる。
| 番地 | 小学校             | 中学校             |
| ---- | ------------------ | ------------------ |
| 全域 | 新潟市立岩室小学校 | 新潟市立岩室中学校 |

## 主な企業・施設
- 石瀬簡易郵便局

## 交通

### 道路
- 新潟県道2号新潟寺泊線
- 新潟県道223号石瀬吉田線